# Рубанов (Талалаевский район)
Рубанов (укр. Рубанів) — село в Талалаевском районе Черниговской области Украины. Население — 24 человека. Занимает площадь 0,708 км².
Код КОАТУУ: 7425382807. Почтовый индекс: 17241. Телефонный код: +380 4634.

## Власть
Орган местного самоуправления — Поповичковский сельский совет. Почтовый адрес: 17242, Черниговская обл., Талалаевский р-н, с. Поповичка, ул. Ватутина, 1.